# Siekierzyński Hrabia
Siekierzyński Hrabia – polski herb hrabiowski, odmiana herbu Zadora, nadany w Galicji.

## Opis herbu
Opis zgodnie z klasycznymi regułami blazonowania:
W polu błękitnym łeb brązowy ziejący ogniem czerwonym, w koronie złotej. Nad tarczą korona hrabiowska, nad którą hełm z klejnotem: łeb jak w herbie. Labry błękitne, podbite złotem.

## Najwcześniejsze wzmianki
Nadany wraz z tytułem hrabiego (hoch- und wohlgeboren, graf von) 21 lutego 1783 Czesławowi Siekierzyńskiemu. Podstawą nadania był patent szlachecki z 1775 roku, domicyl oraz zasługi dla dworu cesarskiego.

## Herbowni
Jedna rodzina herbownych (herb własny):
- graf von Zadora in Siekierzyńce Siekierzyński.